# Rabba bar bar Chana
Rabba bar bar Chana (auch: Rabbah bar bar Chana, im pal. Talmud: Abba bar bar Chana; der Vater hieß Abba bar Chana, daher zweimal bar) war ein jüdischer Gelehrter des Altertums. Er wird zu den babylonischen Amoräern der dritten Generation gezählt und lebte und wirkte im dritten, evtl. noch im vierten nachchristlichen Jahrhundert.
Er stammte aus Babylonien, lebte jedoch einige Zeit in Palästina und war dort Schüler Rabbi Jochanans, dessen Halachot und Haggadot er tradierte.
Später lebte er wieder in Pumbedita und in Sura, wo er versuchte, die Zehn Gebote in das tägliche Gebet einzuführen, woran ihn Chisda aber hinderte.
Eventuell floh er vor den Sassaniden zurück nach Palästina.
Bekannt wurde er besonders durch seine phantastischen Reiseerzählungen (z. B. BB 73 a ff.), weshalb er sich nach eigener Aussage von den Gelehrten einen Esel und Narren schimpfen lassen musste.